# Gustav Pirc
Gustav Pirc, slovenski urednik, novinar, prevajalec in kmetijski strokovnjak, * 20. junij 1859, Škofja Loka, † 3. maj 1923, Bohinj.

## Življenje in delo
Gustav Pric se je rodil na današnjem Mestnem trgu v Škofji Loki očetu Mateju, obratnemu direktorju in materi Katarini roj. Hartl.
Študiral je kmetijstvo na višji šoli v Dečinu-Libercu na Češkem. Po dokončanih študijah in praksi je bil leta 1880 (ali 1882) imenovan za inštruktorja in upravnika vinogradov Kmetijske šole na Slapu v Vipavi. Leta 1884 je bil imenovan za potujočega učitelja kmetijstva, leta 1900 je postal ravnatelj Kranjske kmetijske družbe, leta 1919 se je upokojil in leta 1921 je postal družbin predsednik, kar je ostal do smrti.
Prizadeval si je za izboljšanje razmer v kmetijstvu na Kranjskem in za odpravo vraž in mazaštva pri zdravljenju živine. Skušal je uvesti sodobne pripomočke in načine zdravljenja živali.
V letih 1884–1917 je urejal Kmetovalca in med 1884–1893 Novice. V obeh listih je objavil veliko strokovnih člankov.

## Izbrana bibliografija
- Mlekarstvo. (1884) (COBISS)
- Vrtnarstvo. (1888) (COBISS)
- Odprto pismo ravnatelja Gustava Pirca Bohinjcem in vsem tistim, katere gre mari. (1901) (COBISS)
- Kmetijske razmere na Kranjskem. (1902) (COBISS)
- Soseda Razumnika prašičja reja. (1905) (COBISS), (2. izd. - 1909)
- Soseda Razumnika govedoreja (1905)
- Poglavje o govedoreji na Kranjskem (1909) (COBISS)